# De som lever
De som lever är en psalm med text skriven 1991 av Jonas Jonson och är baserad på Jesaia 38:17-20. Musiken är skriven 1991 av Torgny Erséus.

## Publicerad som
- Nr 805 i Psalmer i 90-talet under rubriken "Lovsång och tillbedjan".